# Portulaca yecorensis
Portulaca yecorensis är en portlakväxtart som beskrevs av J. Henrickson och T.R. Van Devender. Portulaca yecorensis ingår i släktet portlaker, och familjen portlakväxter. Inga underarter finns listade i Catalogue of Life.